# Gmina Rzezawa
Die Gmina Rzezawa ist eine Landgemeinde im Powiat Bocheński der Woiwodschaft Kleinpolen in Polen. Ihr Sitz ist das gleichnamige Dorf mit etwa 2750 Einwohnern.

## Geographie
Die Gemeinde liegt 40 km östlich von Krakau und grenzt an die Gemeinden der Städte Bochnia und Brzesko. Zu den Gewässern gehört der Fluss Gróbka. Die Gemeinde hat eine Flächenausdehnung von 85,48 km², davon werden 67 Prozent land- und 27 Prozent forstwirtschaftlich genutzt.

## Geschichte

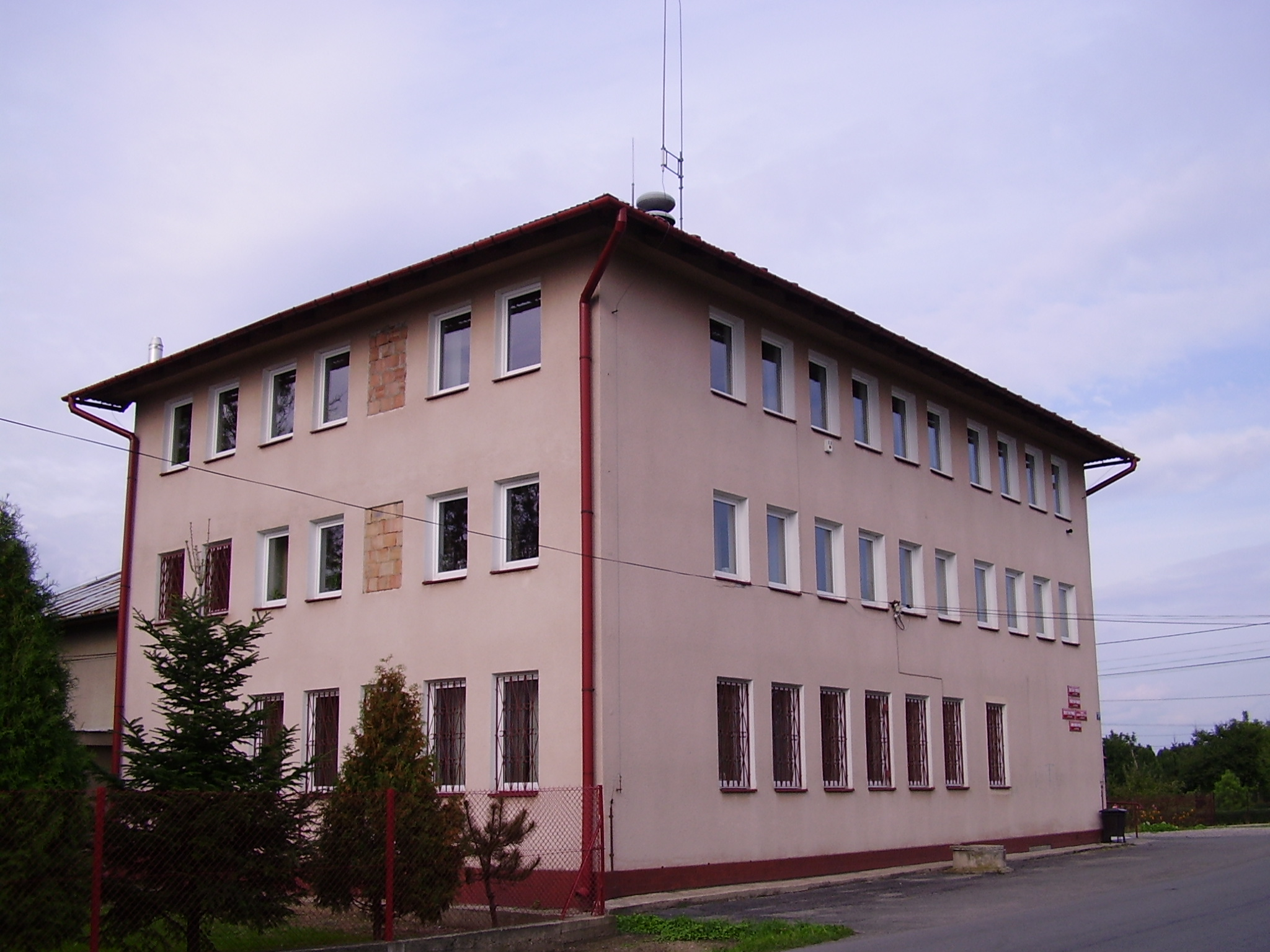
Sitz der Gemeinde

Von 1975 bis 1998 gehörte die Gemeinde zur Woiwodschaft Tarnów.

## Gliederung
Zur Landgemeinde gehören die elf Dörfer mit Schulzenämter (sołectwa):
Borek, Bratucice, Buczków, Dąbrówka, Dębina, Jodłówka, Krzeczów, Łazy, Okulice, Ostrów Królewski und Rzezawa.

### Verkehr
Durch die Gemeinde verlaufen die Landesstraße DK94 von Zgorzelec nach Korczowa und die Bahnstrecke Krakau–Rzeszów. Die Autostrada A4 führt durch das Gemeindegebiet.